# Josef Schmitt (Rechtsanwalt)

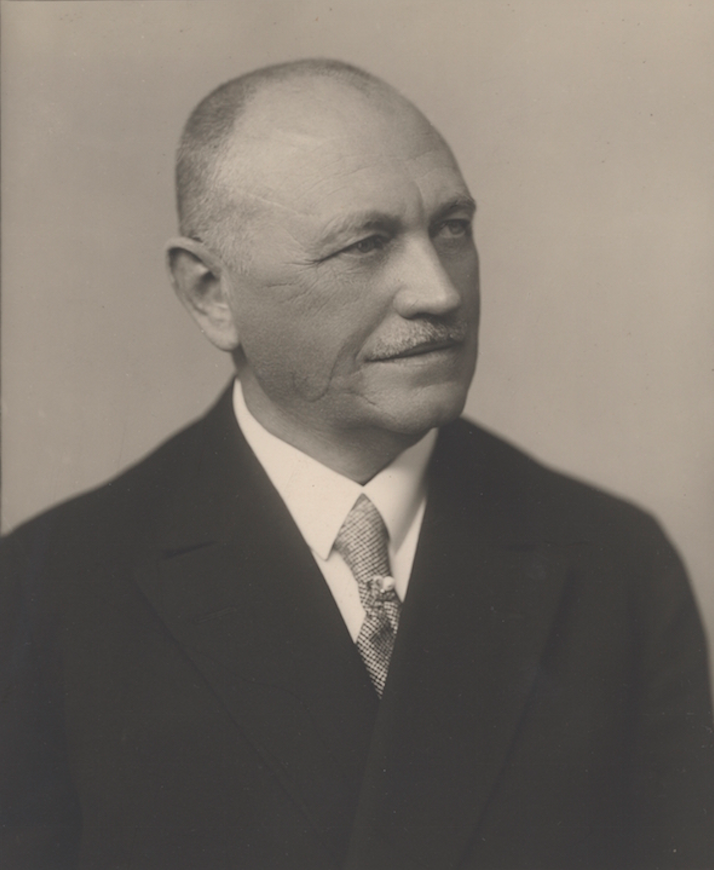
Josef Schmitt

Josef Schmitt (* 22. August 1875 in Bamberg; † 1945 ebenda) war ein deutscher Rechtsanwalt.

## Leben
Nachdem Josef Schmitt das Gymnasium in Minnerstadt besucht und als Einjährig-Freiwilliger den Militärdienst geleistet hatte, studierte er an der Universität Würzburg Rechtswissenschaften. 1896 wurde er dort Mitglied des Corps Bavaria. Nachdem er von 1898 bis 1901 am Amtsgericht Bamberg praktiziert hatte und 1900 an der Universität Erlangen zum Dr. jur. promoviert worden war, legte er 1901 den Staatskonkurs ab und trat 1902 in die Anwaltskanzlei seines Vaters ein, die er 1908 übernahm. 1902 erhielt er die Zulassung als Anwalt beim Landgericht Bamberg und 1903 beim Oberlandesgericht. Am Ersten Weltkrieg nahm er von 1914 bis 1918 als Adjutant der Inspektion der Ersatzabteilungen der Feldartillerie des II. Bayerischen Artilleriekorps in Würzburg teil. Er wurde Vorsitzender des Vorstandes der Anwaltskammer Bamberg.
Josef Schmitt war Aufsichtsratsvorsitzender der Mechanischen Seilerwarenfabrik AG in Bamberg und der Kaliko-Fabrik AG in Bamberg. Er war stellvertretender Aufsichtsratsvorsitzender der Vereinigte Kugellager-Fabriken AG, der J. Mich AG in Bamberg, der AG Steinfels, vormals Hch. Knab in Steinfels, der H. Henniger Reifbräu AG in Erlangen und der Baumwollindustrie Erlangen-Bamberg AG in Erlangen. Weiterhin gehörte er den Aufsichtsräten der AG für Licht- und Kraftversorgung in München, der Porzellanfabrik Kloster Veilsdorf AG, der Porzellanfabrik C. M. Hutschenreuther AG in Altrohlau und der Rizzibräu AG in Kulmbach an. Er war Mitglied des Bayerischen Landesausschusses der Deutschen Bank und Disconto-Gesellschaft und der Allianz und Stuttgarter Verein Versicherungs-AG.

## Auszeichnungen
- Ernennung zum Geheimen Justizrat
- Verleihung des Ritterkreuzes des Bayerischen Verdienstordens vom Heiligen Michael
- Verleihung des Eisernen Kreuzes II. Klasse